# نيكولاس غولشميدت
نيكولاس غولشميدت هو معلم موسيقى وعازف بيانو ومغني كندي، ولد في 6 ديسمبر 1908 في مورافيا في التشيك، وتوفي في 8 فبراير 2004 في تورونتو في كندا.

## وصلات خارجية
- نيكولاس غولشميدت على موقع ميوزك برينز (الإنجليزية)
- نيكولاس غولشميدت على موقع ديسكوغز (الإنجليزية)